# Six Pack
Six Pack je punkovo-rocková skupina ze Srbska, původem ze Smederevské palanky, vznikla v říjnu 1994. Má pět členů: Miki (kytara, zpěv), Bogda (zpěv), Milosh (bubny), Djole (basová kytara), Branko (kytara). Skupina koncertuje nejen v Srbsku, ale například i v Chorvatsku, vystupovala rovněž i v Řecku, Slovinsku, Bosně a Hercegovině nebo Nizozemsku.

## Diskografie
| Album               | vydáno |
| ------------------- | ------ |
| Pretnja ili Molitva | 1995   |
| Fabricka Greska     | 1996   |
| Minut Cutanja       | 2000   |
| La Musique          | 2005   |
| Discover            | 2008   |